# Mme Papavoine
Madame Papavoine, née Élisabeth-Louise Pellecier vers 1735 et morte entre 1755 et 1761, est une compositrice française. Elle se marie avec le violoniste Jean-François Papavoine à Paris le 7 novembre 1753,,. Peu de choses sont connues sur la vie de Madame Papavoine. Après 1761, plus aucune mention de son nom n'est avérée.

## Œuvres
Le Mercure de France a publié un « Catalogue des œuvres de M. et Mme Papavoine » en janvier 1755 :
- Les arrets d’amour, cantatille sous le nom de Mlle Pellecier
- La tourterelle, cantatille sous le nom de Mlle Pellecier
- Les charmes de la voix, cantatille sous le nom de Mlle Pellecier
- La fête de l’amour, cantatille sous le nom de Mlle Pellecier
- Issé, cantatilles sous le nom de Mlle Pellecier
- Le joli rien, cantatille sous le nom de Mlle Pellecier
- Le triomphe des plaisirs, cantatille, sous le nom de Mme Papavoine
- Le Cabriolet, cantatille avec deux violons, sous le nom de Mme Papavoine
- Nous voici donc au jour l’an
- Vous fuyez sans vouloir m’entendre, chanson (1756)
- Reviens, aimable Thémire, ‘pastoralle’ (1761)
- La France sauvée ou Le triomphe de la vertù, cantatille[4]